# Gare d’Ur-Les Escaldes
Gare d'Ur-Les Escaldes – przystanek kolejowy w Ur, w departamencie Pireneje Wschodnie, w regionie Oksytania, we Francji. Jest zarządzany przez SNCF (budynek dworca) i przez RFF (infrastruktura). 
Został otwarty w 1910 przez Compagnie des chemins de fer du Midi et du Canal latéral à la Garonne. Jest obsługiwana przez pociągi TER Languedoc-Roussillon.

## Położenie
Przystanek znajduje się na Ligne de Cerdagne, w km 58,711, na wysokości 1187 m n.p.m., pomiędzy stacjami Bourg-Madame i Béna-Fanès. 

## Linie kolejowe
- Ligne de Cerdagne